# Concilio di Tours (813)
Il Concilio di Tours è uno dei cinque concili di riforma voluti da Carlo Magno e celebrati nella prima metà dell'813. Di questo concilio sono rimasti 51 canoni.

## Storia
Il concilio celebrato a Tours è considerato l'atto ufficiale di nascita delle lingue romanze. Durante i lavori conciliari i vescovi presero atto delle autonomie linguistiche neolatine, le lingue volgari, e ricorsero alla prima attestazione del termine romana (romana lingua, da cui il termine "romanza" nel senso di lingua derivata dal latino) per riferirsi alla lingua comunemente parlata all'epoca in Gallia, in opposizione alla lingua germanica parlata dai Franchi invasori.
In definitiva, il Concilio, nel canone 17, stabilì che, mentre la liturgia rimaneva in latino, l'omelia (cioè la predica) doveva avvenire in rusticam romanam linguam (i volgari romanzi) aut thiotiscam (le lingue germaniche), quo facilius cuncti possint intellegere quae dicuntur (perché tutti possano capire ciò che viene detto).
Questa norma dà legittimità alle lingue volgari, e quindi ne modifica non la diffusione, ma la condizione.